# XRumer
XRumer é um programa de otimização para motores de busca que é capaz de registrar com sucesso spam de fórum com o objetivo de aumentar o ranking nos motores de busca. O programa é capaz de ignorar técnicas de segurança geralmente usadas por muitos fóruns e blogs para deter spam automatizado, como registro de contas, detecção de clientes, muitas formas de CAPTCHA e ativação por e-mail antes da postagem. O programa utiliza socks e proxies HTTP em uma tentativa de fazê-lo mais difícil para que administradores bloqueiem postagens por IP de origem e apresenta uma ferramenta de verificação de proxy para verificar a integridade e o anonimato dos proxies usados.